# МК20
МК20-01 (мотовоз калужский, массой 20 т, номер первый) — опытный мотовоз типа 0-2-0, построенный Калужским машиностроительным заводом в 1952 году.

## Конструкция
На мотовозе был установлен 4-цилиндровый 4-тактный тракторный дизельный двигатель КДМ-46 с максимальной мощностью (при 1000 об/мин) 94 л.с. Пуск дизеля осуществлялся при помощи пускового 2-цилиндрового бензинового двигателя.
Масса мотовоза (20 т) позволяла ему реализовывать большую силу тяги по сцеплению (до 4000 кГ). Коробка скоростей имела пять ступеней с передаточными числами 2,76; 1,67; 1,0; 0,6 и 0,362; реверс имел передаточное число 3,26. Переключения реверса и коробки скоростей осуществлялось вручную. Ведомый выходной вал реверса соединялся с двухвальными осевыми редукторами, имевшими передаточное число 3,31.
Колёса мотовоза имели диаметр 850 мм, максимальная скорость была 40 км/ч.
Мотовоз имел буксы с коническими роликовыми подшипниками, пневматические песочницы, ручной и пневматический тормоза, а также кран машиниста для торможения состава.